# Okręg wyborczy Blackburn East
Okręg wyborczy Blackburn East powstał w 1950 r. i wysyłał do brytyjskiej Izby Gmin jednego deputowanego. Okręg obejmował wschodnią część miasta Blackburn. Został zlikwidowany w 1955 r.

## Deputowani do brytyjskiej Izby Gmin z okręgu Blackburn East
- 1950–1955: Barbara Castle, Partia Pracy